# Fondation P2P
La Fondation P2P (en anglais, P2P Foundation ou P2P Foundation: The Foundation for Peer to Peer Alternatives) est une organisation dont le but est d'étudier l'impact de la technologie et de la pensée pair à pair sur la société. La fondation a été créée en 2007 par Michel Bauwens, James Burke et Brice Le Blévennec. Elle implique maintenant un vaste réseau international de chercheurs, d'activistes et de praticiens,.
La Fondation est enregistrée à Amsterdam aux Pays-Bas sous le nom de Stichting Peer to Peer Alternatives, dossier n° 34264847.

## Mission
La Fondation P2P est une organisation sans but lucratif à statut ANBI (nl) et un réseau mondial étudiant l'impact social, économique et écologique de la production de biens communs par des pairs. Elle a été conçue pour « aider les gens, les organisations et les gouvernements à faire la transition vers des approches basées sur le bien commun de la société par la co-création d'un savoir public ouvert et d'un réseau humain résilient et durable ».
Elle fonctionne comme un réseau organisé visant à faciliter et interconnecter les initiatives de biens communs émergentes, en recueillant de l'information, en dévelopant une politique d'alliance avec diverses organisations, en effectuant des recherches et en élaborant des théories sur les impacts sociaux des technologies et des relations sociales pair à pair.
Les priorités stratégiques de la Fondation sont notamment d'œuvrer en faveur de pratiques régénératives pour mettre fin à la destruction de la biosphère (en reconnaissant les limites des ressources dans la sphère physique) et de promouvoir le libre-échange des connaissances et des cultures.
La Fondation P2P maintient un certain nombre de sites Web, y compris un wiki en accès libre et un blogue quotidien, ainsi qu'un site Web interactif et didactique avec des documents d'introduction et des infographies. Le site Web du Laboratoire P2P présente les projets de recherche entrepris par la division de recherche de la Fondation. Plusieurs des publications de la Fondation se trouvent sur sa page Library (traduction : bibliothèque).

## Projets et réalisations

### Chokepoint
(Chokepoint est un mot anglais signifiant point d'étranglement.)
Le projet Chokepoint a été lancé en 2011 à la suite des interruptions d'Internet en Égypte et en Libye. Les interruptions d'Internet ont inspiré deux membres de la Fondation P2P, James Burke et Chris Pinchen, à créer le projet Chokepoint. L'objectif du projet était de créer une carte visuelle en direct de l'Internet qui identifie les points d'étranglement et les personnes qui en contrôlent l'accès. Les points d'étranglement sont définis comme des points de vulnérabilité de l'accès à Internet. Cette carte permet aux gens d'identifier le degré et l'emplacement précis des pannes d'Internet. La plupart des données utilisées pour la cartographie sont fournies par des bénévoles.
Le projet Chokepoint vise également à réfuter l'idée selon laquelle Internet est un média décentralisé qui n'est pas soumis au pouvoir gouvernemental. Pour ceux qui sont sujets à des interruptions d'Internet, le projet Chokepoint fournit également des méthodes pour contourner ces interruptions et des informations sur les questions juridiques concernant les interruptions d'Internet.

## Influence, prix et distinctions
Selon l'analyse du chercheur George Dafermos, la Fondation P2P exercent une forte influence sur les pouvoirs publics, les industries et les médias dans le contexte de la réapparition d'un mouvement commun lié à l'auto-organisation numérique,.
La Fondation a remporté le Prix Ars Electronica dans la catégorie The Next Idea (traduction littérale : La prochaine idée) pour son projet Chokepoint en 2011 et dans la catégorie Digital Communities (traduction littérale : Communautés numériques) en 2016.

## Critiques et controverses

### A propos de Satoshi Nakamoto
Satoshi Nakamoto, le créateur du bitcoin, a publié l'un des premiers articles décrivant bitcoin sur le site Web de la Fondation P2P. Lorsque Newsweek a publié un article affirmant que Nakamoto était Dorian S. Nakamoto de Temple City en Californie, une note est apparue sur le profil utilisateur de Satoshi Nakamoto indiquant qu'il n'était pas Dorian,. À ce moment, la fondation P2P a vérifié que le compte était le même que celui qui avait publié l'un des premiers articles décrivant le bitcoin,.
En septembre 2014, le compte de Satoshi Nakamoto aurait été piraté et un message a été publié sur son compte, indiquant que ses informations étaient vendues sur le Darknet,.

### A propos de la "cancel culture"
A développer...